# 克鲁京卡
克鲁京卡（羅馬化：Krutinka）是俄罗斯鄂木斯克州的工人村（市级镇）、克鲁京卡区行政中心及规模最大聚居地，地处鄂木斯克州西部，位于伊克湖南岸，在州府鄂木斯克西北方。连接鄂木斯克与秋明的R402公路从该镇南侧经过。
该地2021年人口有6,580人；2010年人口7,333；2002年人口7,846；1989年人口8,047。